# Kathrin Hitzer
Kathrin Cornelia Hitzer (* 3. September 1986 in Balingen, zwischenzeitlich verheiratete Kathrin Cornelia Lang) ist eine ehemalige deutsche Biathletin.

## Leben
Kathrin Hitzer wuchs als Tochter des Bankkaufmanns Werner Hitzer und der Heilpraktikerin Cornelia Hitzer gemeinsam mit ihrer jüngeren Schwester Kristin in Obernheim auf. Nach dem Besuch der Grundschule in Obernheim wechselte sie an das Progymnasium Meßstetten. Wenige Jahre später wechselte sie an das Skiinternat Furtwangen und besuchte als einzige Schülerin der Klasse das Otto-Hahn-Gymnasium Furtwangen. Während ihrer Schulzeit spielte Hitzer Waldhorn in einem Orchester.
Nachdem Kathrin Hitzer einige Zeit aktiv Fußball gespielt hatte, begann sie mit zwölf Jahren mit dem Skilanglauf. Beim Vater von Simone Hauswald, Rudi Denkinger, erlernte sie den Biathlonsport. Hitzer gab ihrer schulischen Ausbildung den Vorrang vor ihrer sportlichen Karriere und schloss 2006 das Gymnasium mit Abitur ab. Sie wurde in die Sportfördergruppe der Bundeswehr aufgenommen und zog nach Ruhpolding, um der dortigen Trainingsgruppe beizutreten. Kathrin Hitzer startete für den SC Gosheim und ab 2013 nach Heirat und der Geburt ihrer Tochter für den TSV Siegsdorf.
Von 2008 bis 2010 war sie mit ihrem damaligen Mannschaftskollegen Michael Greis liiert. Anfang Dezember 2011 gab sie ihre Schwangerschaft bekannt. Im Juni 2012 heiratete sie den früheren Biathleten Toni Lang, im Juli 2012 kam ihre Tochter zur Welt.
Nachdem Kathrin Hitzer am 29. Mai 2014 vom aktiven Leistungssport zurücktrat, studierte sie in Salzburg Grundschullehramt. Seit dem Abschluss ihres Studiums ist sie an der Grundschule in Inzell als Lehrerin angestellt. Sie ist Schirmherrin der Chiemgau-Team-Trophy, einem Volkslanglauf von etwa 40 km; die Strecke führt von Inzell über Ruhpolding bis Reit im Winkl. 2019 nahm sie wieder ihren Geburtsnamen an.

### Soziales Engagement
Ab 2007 engagierte sich Kathrin Hitzer mehrere Jahre als Kuratoriumsmitglied für die Deutsche Kinderkrebsnachsorge in Tannheim bei Villingen-Schwenningen.

## Karriere

### Anfänge (2003 bis 2006)
Ihr erstes internationales Biathlonrennen bestritt Kathrin Hitzer beim IBU-Cup der Junioren am 29. November 2003 in Geilo. In ihrer ersten Saison erreichte sie drei Podiumsplatzierungen, bei den Juniorenweltmeisterschaften 2004 in Haute-Maurienne wurde Hitzer Vizeweltmeisterin im Sprint hinter ihrer Teamkollegin Magdalena Neuner. In der Saison 2004/05 erreichte sie insgesamt in sechs Rennen eine Podiumsplatzierung, das Einzelrennen in Garmisch-Partenkirchen gewann sie vor Tina Bachmann und Marie Dorin. Bei den Juniorenweltmeisterschaften in Kontiolahti wurde sie im März 2005 in der Staffel gemeinsam mit Magdalena Neuner und Anne Preußler erneut Vizeweltmeisterin. Im Winter 2005/06 ging sie nur bei den Rennen in Obertilliach und Windischgarsten an den Start, bei der Verfolgung in Windischgarsten wurde sie Dritte. Im Sommer 2006 wurde sie vor Martina Glagow und Sabrina Buchholz Deutsche Meisterin im Einzel.

### Weltcupdebüt und erste Siege (2006 bis 2008)
Ihr Weltcupdebüt hatte sie in der Saison 2006/07 in Östersund. Schon im ersten Rennen des Winters, dem Einzelwettkampf, erreichte sie mit einem 25. Rang einen Platz in den Punkterängen und lag vor dem letzten Schießen sogar auf Siegkurs. Im Sprint erkämpfte sie sich trotz zweier Fehler im Liegendschießen den 19. Rang und sicherte sich somit auch den Startplatz für das Verfolgungsrennen. Mit dem vierten Platz beim Sprint in Hochfilzen verfehlte Hitzer ihre erste Podiumsplatzierung im Weltcup nur knapp, qualifizierte sich damit jedoch für die Teilnahme an den Weltmeisterschaften in Antholz. Am 3. Januar 2007 lief sie in Oberhof zum ersten Mal in der deutschen Staffel, gemeinsam mit Martina Glagow, Andrea Henkel und Kati Wilhelm erreichte sie den zweiten Platz. Hitzer wurde in ihrer ersten Saison häufig mit der nur wenig jüngeren Magdalena Neuner verglichen. Diese konnte sich in den ersten beiden Dritteln der Saison erfolgreicher präsentieren und gewann in Antholz zudem drei Weltmeistertitel sowie ein Weltcuprennen. Hitzer wurde bei den Titelkämpfen nur im Einzelwettkampf und der Mixed-Staffel eingesetzt, die sie als 31. und 5. beendete. Anfang März 2007 setzte sie sich im Schlusssprint beim Verfolgungsrennen in Lahti unter anderem gegen ihre Teamkameradin Andrea Henkel durch und stand als Dritte – gemeinsam mit Martina Glagow und Kati Wilhelm – erstmals auf dem Podest. Im Massenstart in Oslo wurde sie hinter Magdalena Neuner Zweite und stand damit erneut auf dem Podium.
An die Erfolge der Vorsaison konnte Hitzer am Anfang des Winters 2007/08 nicht anknüpfen, sie konnte sich jedoch wieder für die Teilnahme an den Weltmeisterschaften qualifizieren. Im Januar war sie Teil der deutschen Staffelmannschaft, welche die Rennen in Oberhof und Ruhpolding gewann. Bei den Weltmeisterschaften 2008 in Östersund startete sie nur im Sprint und in der Verfolgung und beendete die Rennen auf Rang 12 und 9. Ihre ersten und einzigen Einzelsiege im Biathlon feierte Kathrin Hitzer am 8. März 2008 in der Verfolgung im russischen Chanty-Mansijsk und einen Tag später, als sie auch den Massenstart gewann.

### Verpasste Olympiaqualifikation und Schwangerschaft (2008 bis 2011)
Einen ersten Rückschlag in ihrer sportlichen Karriere musste Kathrin Hitzer in der Saison 2008/09 hinnehmen. Obwohl sie sich wieder für die Teilnahme an den Weltmeisterschaften qualifizieren konnte und mit der Damenstaffel die Rennen in Hochfilzen und Ruhpolding gewann und in Oberhof Zweite wurde, erreichte sie in den Einzelrennen während des Winters nur einmal eine Top-10-Platzierung. Bei den Biathlon-Weltmeisterschaften 2009 in Pyeongchang startete sie nur im Einzelrennen und wurde mit neun Schießfehlern 78. Nach den Titelkämpfen beendete Kathrin Hitzer die Saison vorzeitig. Im April 2009 ließ sie sich am Fuß operieren, denn ein schmerzhaftes Überbein hatte ihr die Saison über Probleme bereitet. Durch den Trainingsrückstand aufgrund der Operation war sie nicht in der Lage, sich für die Olympischen Winterspiele 2010 in Vancouver zu qualifizieren. Sie startete daraufhin im IBU-Cup und nahm an den Biathlon-Europameisterschaften 2010 in Otepää teil. Dort wurde Kathrin Hitzer Europameisterin im Einzel und gewann auch mit der deutschen Staffel den Titel. Zudem gewann sie Silber in der Verfolgung. Im Anschluss startete sie wieder bei den drei verbleibenden Weltcups, ein 14. Platz beim Sprint in Chanty-Mansijsk blieb jedoch ihr bestes Ergebnis.
In der Vorbereitung auf die Saison 2010/11 gewann sie bei den deutschen Meisterschaften in Oberhof den Titel im Massenstart, eine Woche später in Willingen auch in der Verfolgung. Während des Winters erreichte sie einige Ergebnisse innerhalb der Top 10, jedoch keine Podiumsplatzierung in einem Einzelrennen. Gemeinsam mit Magdalena Neuner, Sabrina Buchholz und Andrea Henkel gewann sie das Staffelrennen in Hochfilzen und mit Magdalena Neuner, Alexander Wolf und Daniel Böhm das Mixed-Staffelrennen in Presque Isle. Mit Sabrina Buchholz, Miriam Gössner und Andrea Henkel wurde sie in der Damenstaffel in Antholz Zweite. Bei den Weltmeisterschaften in Chanty-Mansijsk wurde Kathrin Hitzer im Sprint 27. und in der Verfolgung 26.
In der Saison 2011/12 nahm sie nur am Sprint in Hochfilzen teil und beendete das Verfolgungsrennen vorzeitig. Im Dezember 2011 beendete sie die Saison wegen ihrer Schwangerschaft. Im Juli 2012 kam ihre Tochter Lenia Maria zur Welt.

### Rückkehr in den Weltcup und Kritik an den Trainern (2012 bis 2014)
In der Saison 2012/13 kehrte Kathrin Hitzer in den Weltcup zurück, als sie in Ruhpolding beim Sprint startete. Sie belegte Rang 67, zwei weitere Einsätze beim zweitklassigen IBU-Cup in Ridnaun blieben ihre einzigen internationalen Rennen des Winters. In der Saison 2013/14 startete sie vorwiegend im IBU-Cup, erhielt jedoch einen Einsatz im Weltcup, um die geforderte interne Qualifikationsnorm für die Olympischen Winterspiele (ein Platz unter den besten 8 oder zwei Plätze unter den besten 15) zu erfüllen. Im Einzelwettkampf in Ruhpolding belegte sie Rang 72 und verfehlte damit sowohl die Norm als auch die Qualifikation für den an dieses Einzelrennen angeschlossenen Verfolgungswettkampf. Wenige Tage später startete sie in Ruhpolding im Rahmen des IBU-Cups erneut und konnte sowohl den Sprint als auch die Verfolgung für sich entscheiden. Als im ersten Weltcup nach den Olympischen Spielen im slowenischen Pokljuka nur fünf Starterinnen nominiert wurden, obwohl der deutschen Mannschaft sechs Startplätze zur Verfügung standen, kritisierte sie auf ihrer Facebook-Seite die deutschen Trainer scharf und warf ihnen vor, „dass sie sich nicht trauen Plätze mit Personen zu füllen, die sich schon mehrfach dafür angeboten haben, aber einfach nicht in ihr Konzept passen.“ Sie kritisierte zudem, dass die Kommunikation zwischen den Weltcup- und IBU-Cup-Mannschaften schlecht sei, dass Sportler trotz erfüllter Qualifikationsnormen nicht in das Weltcupteam aufgenommen würden und dass weder sie als Gesamtdritte in der IBU-Cup-Gesamtwertung noch Nadine Horchler als Führende der Wertung den freien Startplatz füllen dürften.
Für die Saison 2014/15 erhielt Kathrin Hitzer keinen Kaderstatus des DSV-Nationalteams. Kurz darauf, am 29. Mai 2014, erklärte sie ihren Rücktritt vom aktiven Leistungssport.

## Statistik

### Weltcupsiege
Alle Siege bei Biathlon-Weltcups, getrennt aufgelistet nach Einzel- und Staffelrennen. Durch Anklicken des Symbols im Tabellenkopf sind die Spalten sortierbar.
| Nr. | Datum        | Ort             | Disziplin   |
| --- | ------------ | --------------- | ----------- |
| 1.  | 8. März 2008 | Chanty-Mansijsk | Verfolgung  |
| 2.  | 9. März 2008 | Chanty-Mansijsk | Massenstart |

| Nr. | Datum         | Ort          | Disziplin       |
| --- | ------------- | ------------ | --------------- |
| 1.  | 3. Jan. 2008  | Oberhof      | Staffel 1       |
| 2.  | 9. Jan. 2008  | Ruhpolding   | Staffel 2       |
| 3.  | 21. Dez. 2008 | Hochfilzen   | Staffel 3       |
| 4.  | 14. Jan. 2009 | Ruhpolding   | Staffel 4       |
| 5.  | 11. Dez. 2010 | Hochfilzen   | Staffel 5       |
| 6.  | 5. Feb. 2011  | Presque Isle | Mixed-Staffel 6 |

### Weltmeisterschaften
Ergebnisse bei Biathlon-Weltmeisterschaften
| Weltmeisterschaften | Weltmeisterschaften | Einzel | Sprint | Verfolgung | Massenstart | Staffel | Mixed-Staffel |
| Jahr                | Ort                 | Einzel | Sprint | Verfolgung | Massenstart | Staffel | Mixed-Staffel |
| ------------------- | ------------------- | ------ | ------ | ---------- | ----------- | ------- | ------------- |
| 2007                | Antholz             | 31.    | –      | –          | –           | –       | 5.            |
| 2008                | Östersund           | –      | 12.    | 9.         | –           | –       | –             |
| 2009                | Pyeongchang         | 78.    | –      | –          | –           | –       | –             |
| 2011                | Chanty-Mansijsk     | –      | 27.    | 26.        | –           | –       | –             |

### Weltcupwertungen
Ergebnisse bei Biathlon-Weltcups (Disziplinen- und Gesamtweltcup) gemäß Punktesystem
| Saison  | Einzel | Einzel | Sprint | Sprint | Verfolgung | Verfolgung | Massenstart | Massenstart | Gesamt | Gesamt |
| Saison  | Platz  | Punkte | Platz  | Punkte | Platz      | Punkte     | Platz       | Punkte      | Platz  | Punkte |
| ------- | ------ | ------ | ------ | ------ | ---------- | ---------- | ----------- | ----------- | ------ | ------ |
| 2006/07 | 14.    | 66     | 7.     | 190    | 18.        | 112        | 4.          | 134         | 10.    | 502    |
| 2007/08 | 34.    | 15     | 9.     | 185    | 9.         | 183        | 7.          | 124         | 11.    | 507    |
| 2008/09 | 57.    | 18     | 24.    | 131    | 29.        | 74         | 32.         | 45          | 31.    | 268    |
| 2009/10 | 63.    | 11     | 41.    | 71     | 49.        | 21         | –           | –           | 47.    | 103    |
| 2010/11 | 55.    | 12     | 15.    | 237    | 14.        | 156        | 20.         | 100         | 20.    | 505    |

### Biathlon-Weltcup-Platzierungen
Die Tabelle zeigt alle Platzierungen (je nach Austragungsjahr einschließlich Olympische Spiele und Weltmeisterschaften).
- 1.–3. Platz: Anzahl der Podiumsplatzierungen
- Top 10: Anzahl der Platzierungen unter den ersten zehn (einschließlich Podium)
- Punkteränge: Anzahl der Platzierungen innerhalb der Punkteränge (einschließlich Podium und Top 10)
- Starts: Anzahl gelaufener Rennen in der jeweiligen Disziplin
- Staffel: inklusive Mixed- und Single-Mixed-Staffeln

| Platzierung         | Einzel | Sprint | Verfolgung | Massenstart | Staffel | Gesamt |
| ------------------- | ------ | ------ | ---------- | ----------- | ------- | ------ |
| 1. Platz            |        |        | 1          | 1           | 6       | 8      |
| 2. Platz            |        |        |            | 1           | 3       | 4      |
| 3. Platz            |        |        | 1          | 1           | 1       | 3      |
| Top 10              | 2      | 9      | 7          | 8           | 13      | 39     |
| Punkteränge         | 9      | 35     | 24         | 14          | 13      | 95     |
| Starts              | 14     | 41     | 29         | 14          | 13      | 111    |
| Stand: Karriereende |        |        |            |             |         |        |